# Monošterska bitka 1664.
Monošterska bitka (mađarski: Szentgotthárdi csata, njemački: Schlacht bei Sankt Gotthard, ili Schlacht bei Mogersdorf, prekomurski: Monošterska bitva, slovenski: Bitka pri Monoštru) bitka je koja se 1. kolovoza 1664. godine odigrala kod Monoštra (mađarski: Szentgotthárd), u Željezanskoj županiji (uz zapadnu granicu Mađarske, prema Austriji) između Habsburške Monarhije i Osmanskog Carstva. 
Zapovjednik kršćanske vojske je bio general Raimondo Montecuccoli. Kršćanske postrojbe su imale ovakav sastav: 10900 Austrijanaca, 8300 Nijemaca, 5250 Francuza, Čeha, 2000 Hrvata (zapovjednik je navodno bio neki Kuśanič/Kussanics) i jedna pijemontska pukovnija.
Turske postrojbe su bile jakosti od otprilike 120 – 150 tisuća vojnika. Zapovjednikom im je bio veliki vezir Fazıl Ahmed-paša Ćuprilić.
Do bitke je došlo kada je turska vojska krenula u pravcu Beča, nakon što je tijekom lipnja opsjedala tvrđavu Novi Zrin na rijeci Muri na granici Hrvatske i Ugarske u Međimurju i razorila je do temelja 7. srpnja 1664. General Montecuccoli odlučio je zametnuti bitku na području rijeke Rábe na granici Ugarske i Austrije, koje je bilo močvarno, a rijeka u to vrijeme imala visok vodostaj.  

## Ishod bitke
Postrojbe kršćanskog saveza su nakon duge bitke, u kojoj je bilo više napada i protunapada s obje strane, pobijedile turske postrojbe. Procjene govore o 2 do 6 tisuća poginulih kršćanskih vojnika i od 16 do 22 tisuće turskih.

## Vanjske poveznice
Ostali projekti
|  | Zajednički poslužitelj ima stranicu o temi Monošterska bitka 1664.    |
|  | Zajednički poslužitelj ima još gradiva o temi Monošterska bitka 1664. |